# John Forsythe
John Forsythe (29. januar 1918 – 1. april 2010) var en amerikansk skuespiller. Han var nok bedst kendt som Blake Carrington i den amerikanske tv-serie Dollars (Dynasty).